# Michiel Daniel Overbeek
Michiel Daniel Overbeek (15. září 1920 – 19. července 2001), též známý jako Danie Overbeek, byl jihoafrický amatérský astronom a jeden z nejaktivnějších pozorovatelů proměnných hvězd.

## Život
Daniel Overbeek se narodil 15. září 1920 v Ermelu v jihoafrické provincii Mpumalanga. Vystudoval obor hornictví a hutnictví na jihoafrické University of the Witwatersrand. Během druhé světové války sloužil v Jihoafrických vzdušných silách, kde byl oceněn vyznamenáními Africa Star a Mentioned in Despatches (vyznamenání za statečnost udělované formou zmínky v hlášení nadřízeného velitele). Po válce pracoval pro společnosti South African Airways a South African Railways.
V roce 1945 si vzal Jean Preddyovou, s níž měl čtyři děti, dva chlapce a dvě dívky. Zemřel 19. července 2001 v Johannesburgu.

## Astronomie
Daniel Overbeek se vážně zabýval astronomií od roku 1951, kdy začal pozorovat zákryty a proměnné hvězdy. V roce 1958 získal titul B.Sc. v oborech matematika a astronomie na University of South Africa (UNISA) v Pretorii. Během svého života přispěl do databáze Americké asociace pozorovatelů proměnných hvězd (AAVSO) 287 240 pozorováními a stal se tak jejím nejaktivnějším přispěvatelem. V roce 1998 se stal prvním amatérským astronomem, kterému se podařilo zachytit dozvuky záblesku gama záření, který vznikl při výbuchu supernovy. Zabýval se též studiem magnetického pole Země a seismické aktivity, k čemuž využíval magnetometr a seismometr vlastní výroby. Zkoumal také náhlé ionosférické poruchy.

### Uznání
V roce 1956 se Daniel Overbeek stal předsedou Transvaalského centra Jihoafrické astronomické společnosti (ASSA). Dvakrát byl zvolen prezidentem ASSA – v roce 1961 a 1999.
V roce 1984 mu byla udělena Gill Medal, což je nejvyšší ocenění udělované Jihoafrickou astronomickou společností. Americká asociace pozorovatelů proměnných hvězd mu v roce 1986 udělila ocenění Merit Award a v roce 1994 Director's Award. Několikrát získal také ocenění AAVSO Observer: v roce 1994 za 100 000 zaznamenaných pozorování proměnných hvězd, v roce 1997 za 200 000 a v roce 1999 za 250 000 pozorování. V roce 1995 mu Transvaalské centrum ASSA udělilo Christos Papadopoulos Trophy a o rok později obdržel Amateur Achievement Award od americké Pacifické astronomické společnosti. V roce 2000 po něm byla pojmenována planetka (5038) Overbeek, která patří mezi tzv. křížiče Marsu.